# Hoekpolder
De Hoekpolder is een polder en een voormalig waterschap in de gemeente Rijswijk, in de Nederlandse provincie Zuid-Holland.
Het waterschap was verantwoordelijk voor de waterhuishouding in de polder.
Sinds 2008 heeft de polder de functie van waterberging. Het gebied grenst in het noordwesten aan de Schaapweipolder en in het noordoosten aan de Plaspoelpolder.

## Geschiedenis
Archeologisch onderzoek leverden sporen van de Gantel op, een van de vloedkreken die zich die zich tot in het begin van de jaartelling uitstrekten tot Delft en Pijnacker.

Tot de 12e eeuw was het gebied van het huidige Rijswijk, met uitzondering van de Romeinse tijd, nagenoeg onbewoond. In de twaalfde eeuw ontstond vraag naar landbouwgrond en het veengebied van Rijswijk werd in fases vanuit de strandwal (Van Vredenburchweg) ontgonnen. Binnen het ontgonnen gebied werden sloten voor de waterhuishouding gegraven. Aanvankelijk kon het water zijn weg naar de zee op een natuurlijke manier vinden, maar door bodemdaling werd de ontwatering een probleem. In 1445 werd er daarom voor het eerst een molen gebouwd die o.a. het gebied van zuid Rijswijk moest ontwateren. In de loop van de 15e eeuw werden de polders van Rijswijk ingericht, waaronder de Hoekpolder, met ieder een eigen molen. De Hoekpoldermolen sloeg het water uit de polder uit op de Dulder. In 1930 werden de wieken verwijderd en werd er een dieselgemaal in gehuisvest, dat later elektrisch werd. In 1988 werd de Schaapweimolen naar de polder verplaatst omdat de rijksweg A4 werd aangelegd. Deze windmolen wordt gebruikt voor aanvullende bemaling. Tussen 1965 en 1980 werd het stedelijk gebied uitgebreid, waarbij een groot deel van de Hoekpolder werd bebouwd. In 1972 werd begraafplaats Eikelenburg aangelegd, en later transformeerde de gemeente Rijswijk de resterende weilanden tot park- en sportgebied. Rijksweg 4 werd doorgetrokken, en in 2008 werd een deel van de Hoekpolder ingericht als waterberging. Bij grote wateraanvoer kan er 235 miljoen liter water worden opgevangen.  In 2010 werd een nieuw gemaal naast de Hoekpoldermolen gebouwd die het meeste werk van de oude gemalen heeft overgenomen, ten behoeve van de waterbergingfunctie van polder werd een inlaatgemaal aan de Reijnerwatering gebouwd.

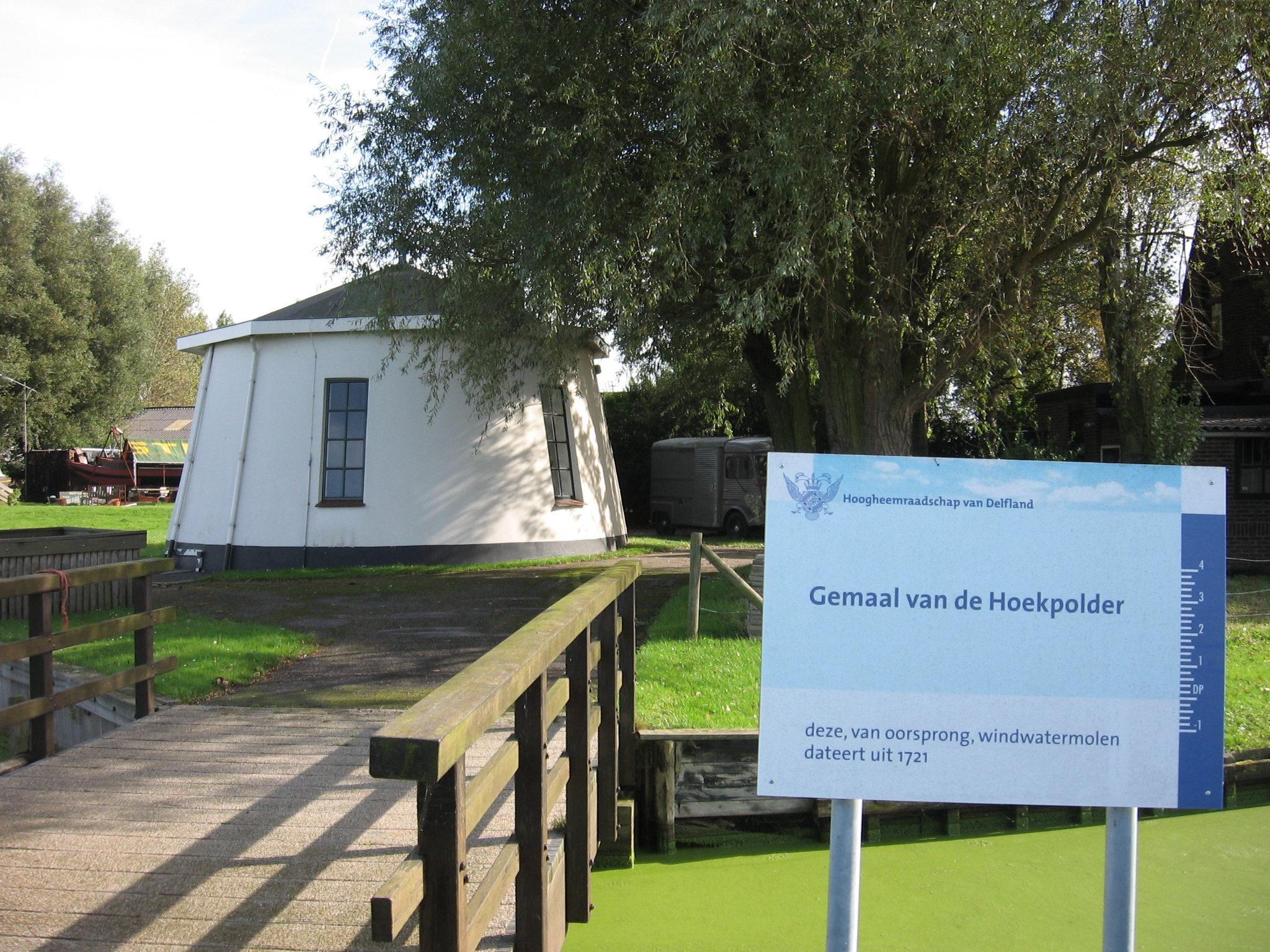
Hoekpoldermolen

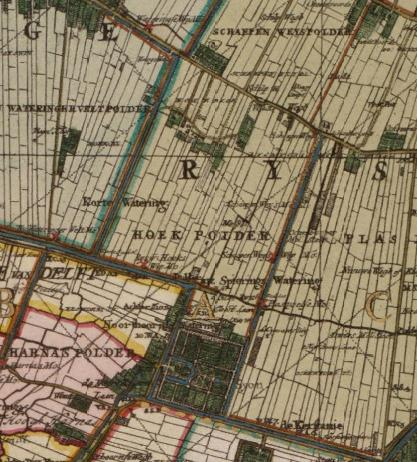
kaart 1712